# Forschungsreaktor Hannover
Der Forschungsreaktor Hannover (FRH) war ein Forschungsreaktor mit einer Leistung von 250 kW, der von 1973 bis 1997 an der Medizinischen Hochschule Hannover zu Forschungszwecken betrieben wurde. Bis zum Jahr 2007 wurde die Reaktoranlage zurückgebaut und ist seither aus dem Gültigkeitsbereich des Atomgesetzes entlassen.

## Geschichte
Der Baubeginn für den Forschungsreaktor Hannover war am 2. Januar 1969. Nach vierjähriger Bauzeit konnte der Schwimmbadreaktor vom Typ TRIGA-Mark I schließlich am 31. Januar 1973 in Betrieb genommen werden. Er hatte eine Nennleistung von 250 kW, der maximale thermische Neutronenfluss betrug 8 × 1012 n/cm2 s. Der Forschungsreaktor wurde zur Herstellung von Radioaktivität für die Nuklearmedizin sowie in Zusammenarbeit mit der Universität Hannover für Aktivierungsanalysen in der Werkstoffprüfung verwendet.
Am 18. Dezember 1996 wurde der Reaktor zur Vorbereitung der Stilllegung in den Stillstandsbetrieb versetzt. Im Jahr 1999 wurden alle 76 Uran-Brennelemente aus der Anlage entfernt und in den USA endgelagert. Die Medizinische Hochschule Hannover beantragte am 22. Februar 2002 die Stilllegung der Reaktoranlage beim Niedersächsischen Ministerium für Umwelt, Energie und Klimaschutz. Die Genehmigung zur Stilllegung wurde vom Ministerium schließlich am 8. Mai 2006 erteilt.
Der Forschungsreaktor wurde daraufhin durch die Firma Babcock Noell, einem Tochterunternehmen von Bilfinger Berger, zurückgebaut. Der Reaktorkern wurde im Juni 2006 demontiert. Insgesamt wurden dabei etwa 7 Tonnen radioaktiver Abfall abgebaut und verpackt sowie etwa 40 Tonnen Reststoffe entsorgt. Der radioaktive Abfall wurde an die Landessammelstelle am Forschungszentrum Jülich übergeben. Im Jahr 2007 konnte die Anlage aus dem Gültigkeitsbereich des Atomgesetzes entlassen werden, die endgültige Stilllegung war am 13. März 2008. Die Stilllegung kostete insgesamt knapp 14 Millionen Euro.
In den Räumlichkeiten will die Medizinische Hochschule Hannover nun ein Zyklotron zur Produktion von Radionukliden in der Positronen-Emissions-Tomographie errichten.